# NGC 7659
NGC 7659 је лентикуларна галаксија у сазвежђу Пегаз која се налази на NGC листи објеката дубоког неба.
Деклинација објекта је + 14° 12' 35" а ректасцензија 23h 25m 55,5s. Привидна величина (магнитуда) објекта NGC 7659 износи 14,2 а фотографска магнитуда 15,1. NGC 7659 је још познат и под ознакама UGC 12595, MCG 2-59-40, CGCG 431-64, PGC 71417.